# Peko Dapčević
Petar "Peko" Dapčević (cirílico servo-croata: Петар Пеко Дапчевић; 25 de junho de 1913 – 13 de fevereiro de 1999)  foi um comunista iugoslavo que lutou como voluntário na Guerra Civil Espanhola, juntou-se ao levante partidário em Montenegro e tornou-se comandante do 1º Corpo Proletário Iugoslavo, 1º e 4º Exércitos.
Dapčević liderou as tropas partidárias que, juntamente com o Exército Vermelho Soviético sob o comando do general Vladimir Zhdanov, libertaram Belgrado em 20 de outubro de 1944. Foi a primeira pessoa a ser proclamada cidadão honorário de Belgrado. Ele também foi um dos fundadores do Fudbalski Klub Partizan, a seção de futebol da Partizan Sports Society. 
Em 1953, Dapčević foi nomeado Chefe do Estado-Maior Iugoslavo, mas foi rebaixado por estar indiretamente envolvido nos problemas de Milovan Đilas com o partido.

## Biografia
Nascido na área de Cetinje conhecida como Ljubotinj, seu pai Jovan era um diácono ortodoxo. Ele tinha uma irmã chamada Danica, que era professora de escola pública, e os irmãos Milutin (oficial do Exército Real Iugoslavo), Dragutin (Major dos Exércitos Iugoslavos) e Vlado, que era um revolucionário, dissidente e antirrevisionista.